# María Teresa Cucchiari
Anna Teresa Francesca Giuseppa Cucchiari o según su nombre religioso María Teresa de la Santísima Trinidad (Roma, 10 de octubre de 1734 - Avezzano, 10 de junio de 1801) fue una religiosa italiana, terciaria trinitaria y fundadora del Instituto de Hermanas Trinitarias, conocidas como «Trinitarias de Roma» o también como «Trintiarias del Riposo», con el objetivo de dedicarse a la educación de los jóvenes y niños.

## Biografía

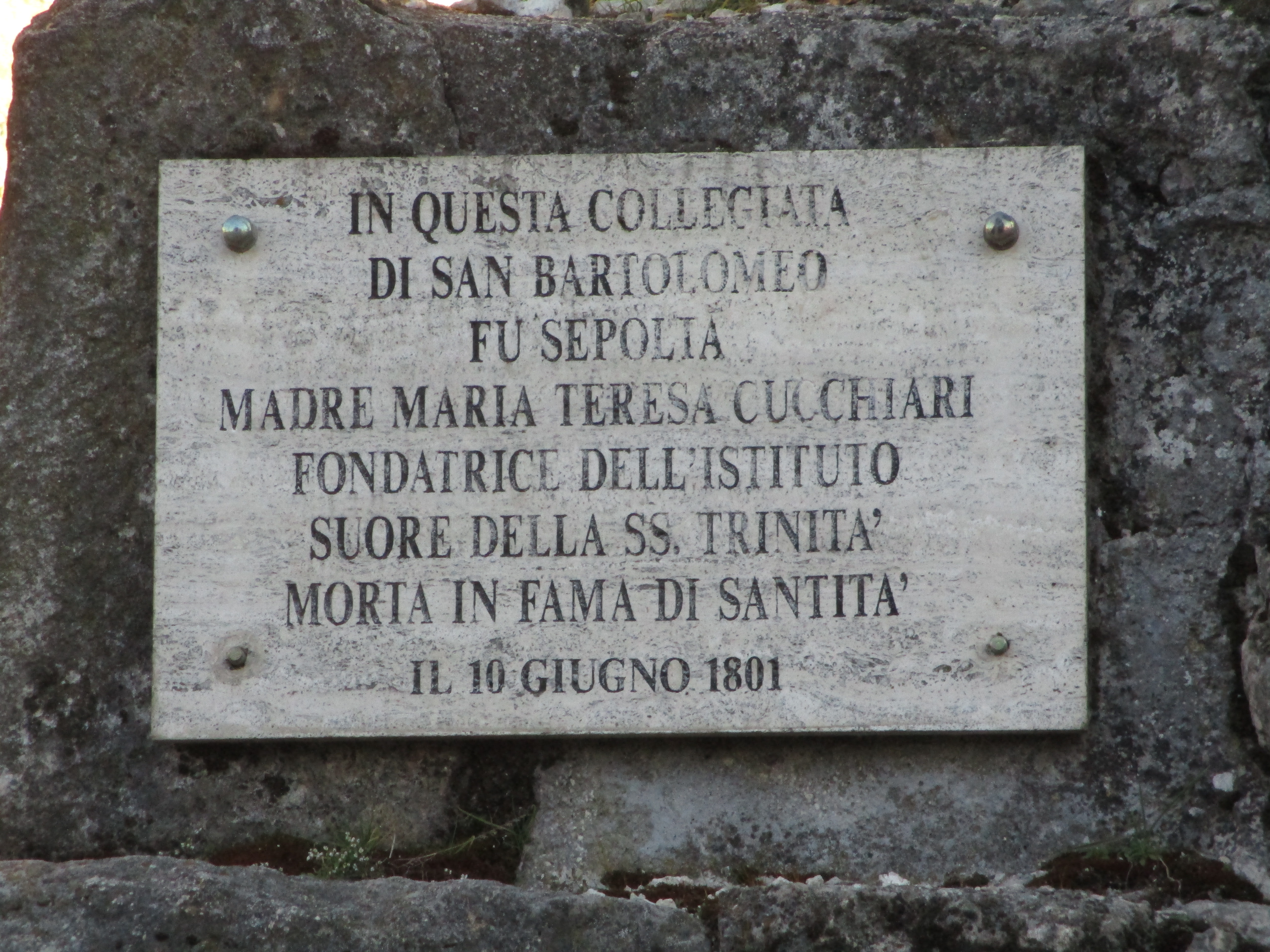
Lápida de recuerdo en Avezzano

### Origen y formación
Teresa Cucchiari nació en Roma el 10 de octubre de 1734, sus padres fueron Domenico Andrea Cucchiari y Caterina Vitell, una familia de trabajadores de clase media y de fuerte educación cristiana. Los primeros años de su formación los recibió de manos de las Maestras Pías Filipenses, mostrando gran interés, ya desde niña, a las labores de caridad y al servicio de los más necesitados. Con las religiosas filipenses aprendió las reglas rudimentarias de la pedagogía y le nació el deseo de dedicarse a la educación.

### Terciaria Trinitaria
Teresa vivía cerca de la iglesia y convento de San Carlo alle Quattro Fontane (también conocido como San Carlino) de los trinitarios descalzos españoles, allí conoció el carisma de la Orden Trinitaria, fundada por Juan de Mata. En 1760 profesó como terciaria en la Venerable Orden Tercera de la Santísima Trinidad, comprometiéndose a vivir los valores del Evangelio desde su vida secular. Se dedica a profundizar el misterio central del cristianismo, desde un punto de vista intelectual y conceptual, pero sobre todo desde el plano de la vida y de los compromisos concretos diarios de su vida como laica. Dos años después de su profesión como terciaria, Teresa sintió un llamado más profundo, a una consagración más fuerte, pero no le bastaban las instituciones religiosas existentes, quería ser religiosa.

### Hermanas Trinitarias
Uniendo las dos vocaciones que le habían marcado a lo largo de su vida, el deseo de ser educadora y el carisma trinitario redentor, Teresa fundó la congregación de las Maestras Pías Trinitarias en 1762, con el apoyo de los religiosos de San Carlino, de hecho fue en ese convento donde el 8 de septiembre del mismo año, vistió el hábito trinitario junto a dos compañeras que se habían unido a su proyecto. En dicha ceremonia tomó el nombre de María Teresa de la Santísima Trinidad.
Por encargo del cardenal vicario de Roma, Marco Antonio Colonna, María Teresa y sus hermanas se trasladaron a Avezzano para hacerse cargo de una escuela para las niñas pobres del lugar. En esa ciudad, la religiosa hizo sus votos perpetuos de obediencia, castidad y pobreza, añadiendo uno cuarto de perseverancia en el hábito trinitario. La fama de la religiosa y de las Escuelas de la Santísima Trinidad se esparció por todo el Abruzzo y otras regiones de Italia, desde donde llegaban invitaciones para realizar nuevas fundaciones. Así que ella misma, tomó parte en las fundaciones de Cappadocia (1765), Sulmona (1787), Roma (1787) y Lanciano (1798). Se hizo cargo además de otras fundaciones ya existentes en L'Aquila (1777), otra en Sulmona (1789), y Pescina (1790).

### Fallecimiento
María Teresa murió el 10 de junio de 1801, en el convento de las hermanas en Avezzano, a su funeral asistió un gran número de personas, se celebró en la Real Iglesia Colegiata de San Bartolomé. Sus restos mortales fueron depositados en dicha iglesia, en el panteón de los sacerdotes.
El terremoto del 13 de enero de 1915, destruyó por completo la iglesia de San Bartolomé, dejando sepultadas y desaparecidas hasta la fecha, los restos de la religiosa.
Debido a su fama de santidad, aún después de doscientos años de fallecida, se introdujo el proceso de beatificación. En el 2001 se concluyó la fase diocesana del proceso, por lo que se le puede llamar Sierva de Dios.

## Legado
María Teresa de la Santísima Trinidad, dejó un gran número de escuelas y casas de acogida, donde se educaron niñas y niños, especialmente de la calle o huérfanos. La obra por excelencia fue la congregación, la cual obtuvo la aprobación pontificia el 6 de junio de 1828, con el nombre de Hermanas Oblatas de la Orden de la Santísima Trinidad. Adoptaron la regla de vida de la Orden Trinitaria, adaptándolas a las propias constituciones de 1828. Hoy las Hermanas Trinitarias de Roma, se encuentran en Italia, Estados Unidos, Filipinas y Madagascar.